# Braunsapis cupulifera
Braunsapis cupulifera là một loài Hymenoptera trong họ Apidae. Loài này được Vachal mô tả khoa học năm 1894.